# Кегель, Владимир Вильгельмович
Владимир Вильгельмович Кегель (1884—1941) — советский зоолог и краевед, создатель Ростовского зоопарка.

## Биография
Родился 26 июня 1884 года в немецкой семье в Таганроге, где его отец служил телеграфистом. Вскоре семья переехала в Ростов-на-Дону, где Владимир окончил Казенную мужскую гимназию на Таганрогском проспекте, а затем — Харьковский политехнический институт.
После службы в РККА, в 1922 году был демобилизован и вернулся в гимназию, в которой в 1923 году создал один из первых в СССР юннатских кружков и первый на Дону уголок живой природы имени А. Э. Брема.
В июне 1927 года по инициативе Владимира Вильгельмовича Кегеля был создан Ростовский зоопарк, где он стал первым директором. Одновременно возглавлял Донское общество натуралистов, преподавал на университетской кафедре зоологии. Написал ряд научных работ.
В 1938 году из-за гонений ему пришлось покинуть зоопарк и кафедру зоологии — Кегель устроился преподавать в одну из ростовских школ. В 1940 году, как немец, был репрессирован — вместе с женой и двумя детьми сослан в Сибирь, на станцию Юрга Кемеровской области. В декабре 1941 года школа, где он работал преподавателем, готовилась к Новому году. Отправившись в лес за ёлкой, Владимир Вильгельмович простудился и умер 31 декабря 1941 года.

## Память
- Весной 2016 года в Ростове-на-Дону на «Аллее звёзд» ему была заложена именная «Звезда».[2]